# 태안 신두리 해안사구
태안 신두리 해안사구는 대한민국 충청남도 태안군 원북면 신두리에 있는 한국 최대의 해안사구이다. 대한민국의 천연기념물 제431호로 지정되어 있다.

## 개요
신두리 해안사구의 면적은 약 2,640,000m2의 방대한 규모로 서해안의 다른 지역보다 사구가 발달돼 있으며 한반도 해안사구의 거의 모든 지형을 관찰할 수 있는 중요한 지역이다.
신두리 해안사구는 지형학적 가치 이외에도 사계절 다양한 모습의 아름다운 경관을 연출한다. 그리고 육지와 해양생태계의 완충지역으로서 다양한 사구식물과 멸종위기 동식물이 서식하는 생태적으로도 중요한 공간이다. 사구지역의 습지에는 환경부가 멸종위기 종으로 지정한 맹꽁이, 금개구리, 구렁이 등이 서식하고 있고 천연기념물 황조롱이 등도 해안사구 지역에서 관찰된다.
신두리 해안사구는 전형적인 생태관광지로서도 가치가 있는 지역이다. 또한, 폭풍이나 해일로부터 해안선을 보호하면서 인간과 사구 생명체에게 지하수를 공급하는 유익한 기능을 담당하고 있다.

## 내셔널트러스트 보전 대상지 선정
현재 이 지역은 각종 펜션과 상업활동을 위한 개발로 훼손의 위험에 처해 있기 때문에, 한국내셔널트러스트에서 신두리 해안사구에 대한 보전 청원운동을 제기하여, 2001년 일부 면적이 ‘천연기념물 431호’로 지정되었다. 하지만 남쪽의 사구지역은 이미 개발이 진행되어 골프장 건설 등으로 인한 훼손이 일어난 상태이다.

신두리 해안 사구